# Pont Neuf (Nice)
Pour les articles homonymes, voir Pont Neuf (homonymie).

Le pont Neuf était, au XIXe siècle, un pont franchissant dans Nice le fleuve côtier Paillon, à proximité de son embouchure sur la Méditerranée.
Il s’agissait du deuxième ouvrage d’art construit sur le Paillon depuis le Moyen Âge, dans la ville de Nice. Achevé en 1824, il est détruit en 1882 au moment de la couverture du fleuve sur la fin de son parcours dans la ville.

## Historique
Au XIXe siècle, l’expansion de la ville de Nice s’effectue avec la création de nouveaux faubourgs au nord-ouest de la ville, alors essentiellement rassemblée dans son centre historique, aujourd’hui appelé le Vieux-Nice. Le franchissement du torrent Paillon devient vite un obstacle entre les nouveaux faubourgs habités par une clientèle d’hivernants et le Cours — aujourd’hui baptisé cours Saleya — où sont réunis les services administratifs et culturels. L’accès à la zone du Cours par l’unique pont dit pont Vieux est trop éloigné. La municipalité décide alors la construction d'un nouveau pont situé en aval du pont Vieux non loin de l’embouchure du torrent, dans l'axe de la place Charles-Albert et de la future place Masséna. Les plans sont établis par l’ingénieur Louis Gardon et sa construction débute en juillet 1820. Il est construit en pierre avec trois arches de vingt-et-un mètres de portée. Il est achevé quatre ans plus tard, en 1824. L’évêque Colonna d’Istria le bénit le 4 novembre, le jour de la fête de saint Charles Borromée le saint patron du nouveau souverain, le roi Charles-Félix. Officiellement il se nomme « pont royal Saint-Charles » ; les Niçois l’appellent simplement « pont Neuf ».
En 1827, la communauté juive connaissant la passion du roi pour l’égyptologie lui offre un monument en forme d’obélisque et l’érige à l’entrée du pont. Lors d’une séance du 10 juin 1851, l’architecte de la ville fait remarquer aux membres du Consiglio d'Ornato que ce monument gêne l’accès au pont et propose de le déplacer au centre de la place Charles-Albert mais la proposition est refusée. Le monument disparaît en 1861, après l'annexion du comté de Nice à la France.
En 1882, le pont est détruit et ses pierres sont dispersées dans le lit du fleuve, lors de la couverture du Paillon et la construction du casino municipal sur la place Masséna.

## Galerie

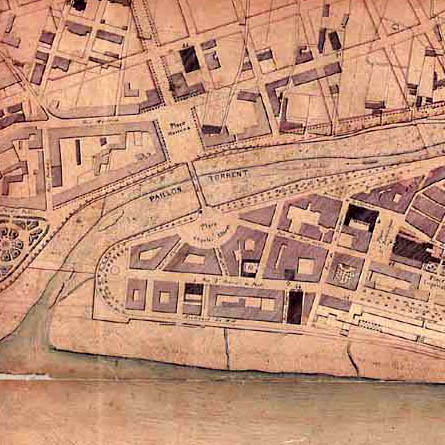
Plan des rives du Paillon avant son embouchure en 1860.
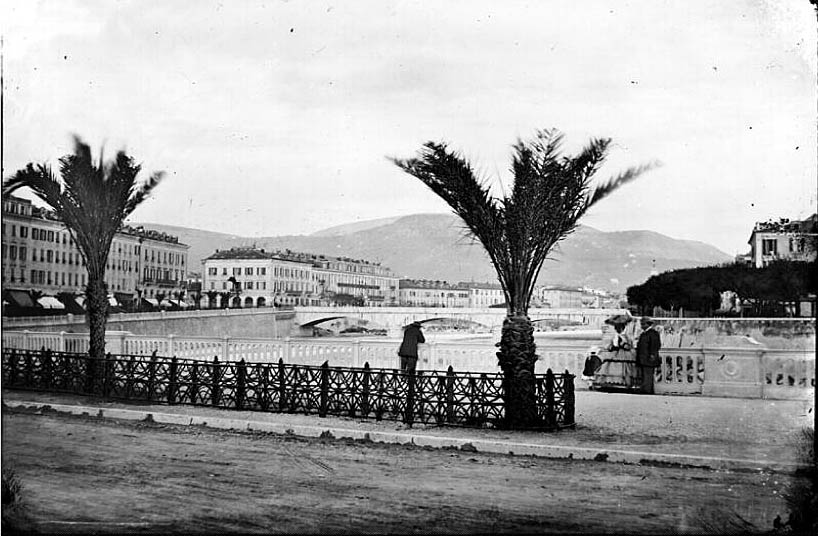
Le pont Neuf vu depuis l’aval, vers 1863-1865.
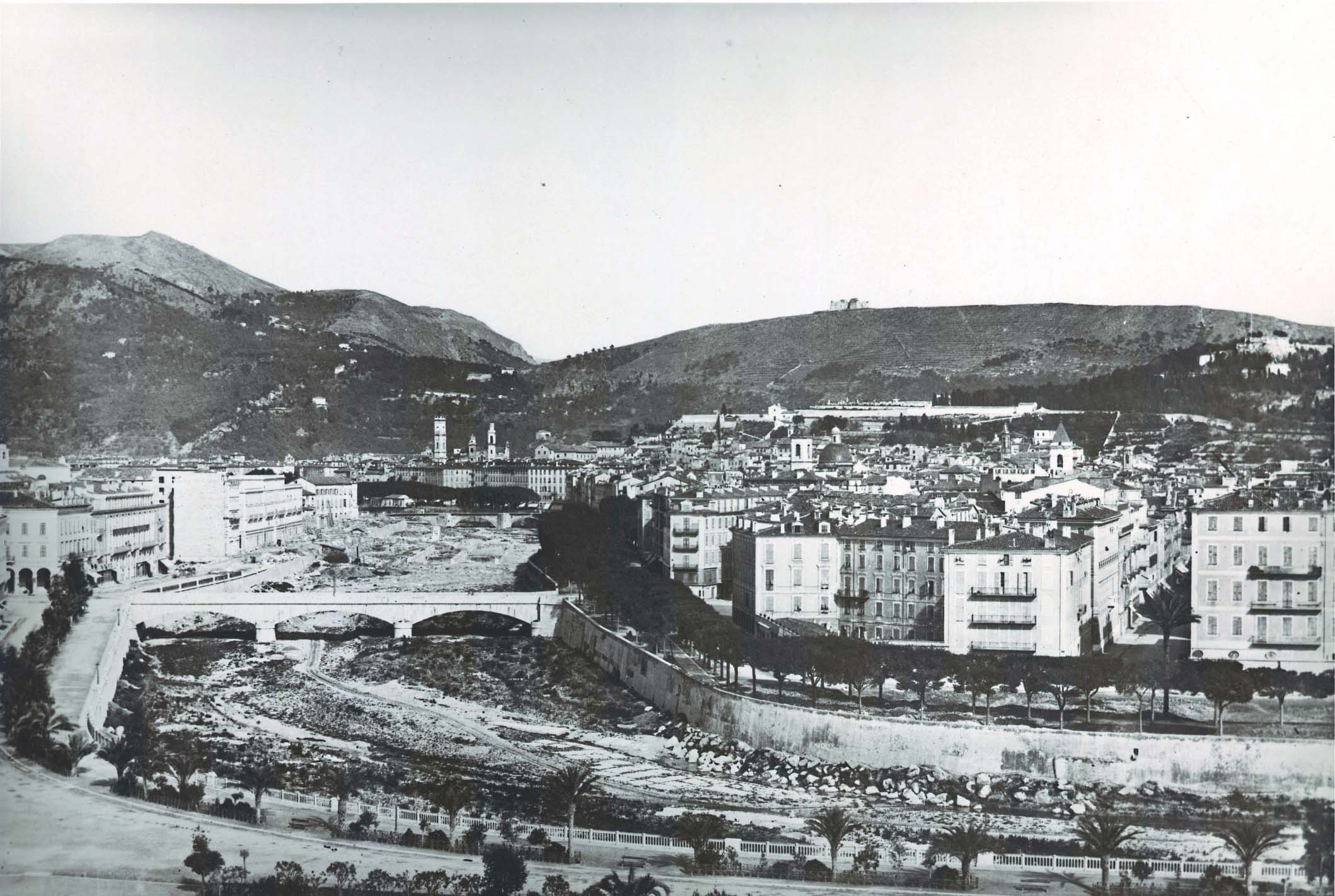
Le pont Neuf aménagé avec ses quais endigués en 1865.
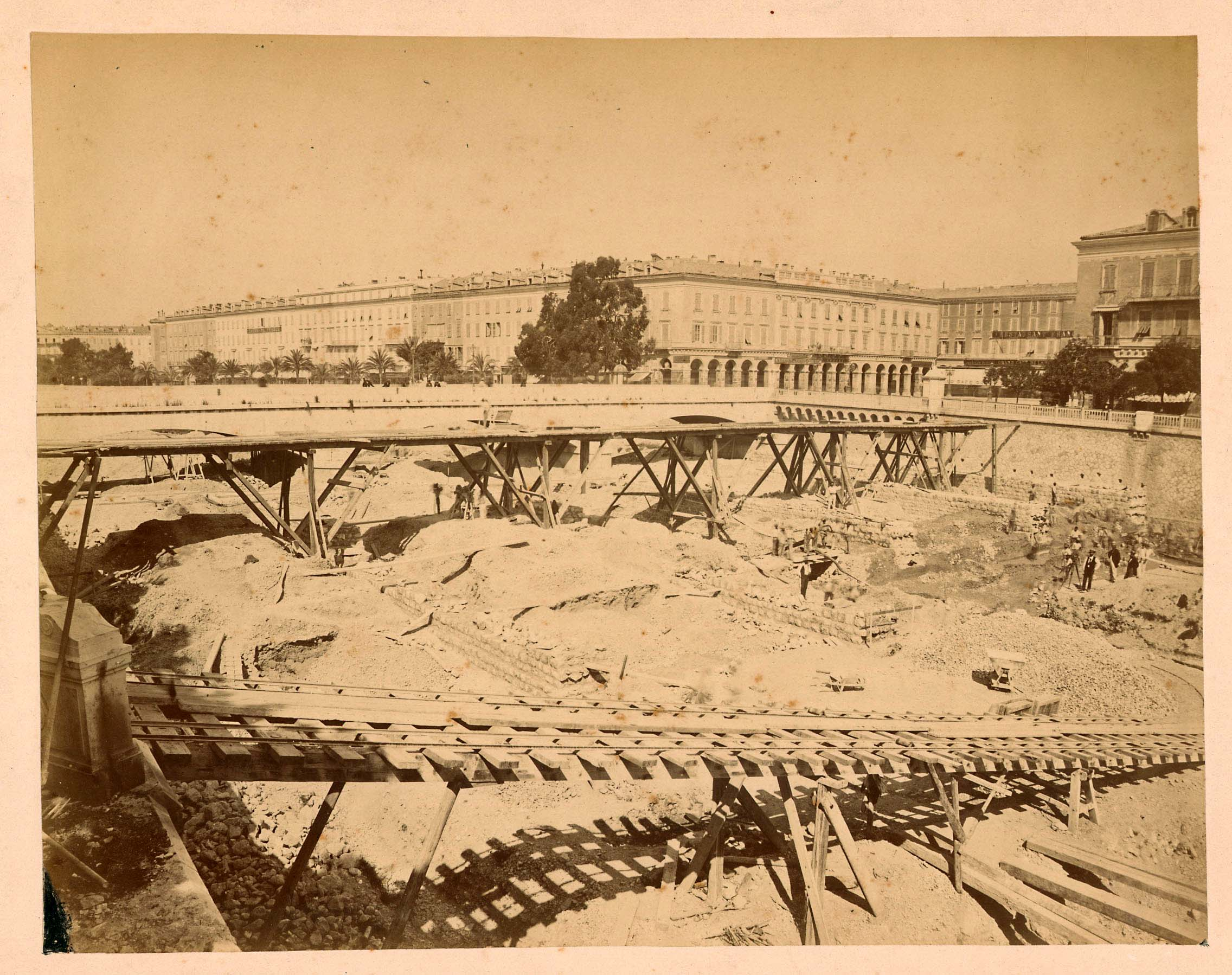
Au second plan, le pont Neuf derrière l'estacade, peu avant sa démolition.